# Tiago Ferreira (football, 1975)
Pour les articles homonymes, voir Tiago Ferreira (homonymie) et Ferreira.
Tiago Alexandre Baptista Ferreira, mieux connu sous le nom de Tiago, est un footballeur portugais est né le 16 avril 1975 à Torres Vedras. Il évolue au poste de gardien de but.

## Biographie
Tiago Ferreira joue un total de 136 matchs en 1re division portugaise et il est sacré Champion du Portugal en 2002 avec le Sporting Portugal.
En 2011-2012, en tant que troisième gardien, il ne joue pas un match de la saison, mais l'entraîneur d'alors, Ricardo Sá Pinto fait un beau geste en sa direction en le faisant entrer en fin de match lors de la dernière journée de championnat.
En 2012-2013, il se reconvertit en tant qu'entraîneur des gardiens de but de l'équipe des -19 ans du Sporting.

## Carrière
| Période   | Club               | Pays     |
| 1993-1995 | SC Lourinhanense   | Portugal |
| 1995-1999 | Sporting CP        | Portugal |
| 1999-2001 | Estrela da Amadora | Portugal |
| 2001-2012 | Sporting CP        | Portugal |

## Palmarès
| Années             | Titre                                  | Club        | Pays     |
| 2002               | Champion du Portugal                   | Sporting CP | Portugal |
| 2002, 2007 et 2008 | Vainqueur de la Coupe du Portugal      | Sporting CP | Portugal |
| 2002, 2007 et 2008 | Vainqueur de la Supercoupe du Portugal | Sporting CP | Portugal |
| 2005               | Finaliste de la Coupe UEFA             | Sporting CP | Portugal |